# حلقات تلفيزيونية خاصة
الحلقات التلفزيوني الخاصة (غالبًا ما يتم وصفها بأسم التلفيزيون الخاص، أو نادرًا ما تسمي بأسم «الحلقات التلفيزيونية المذهلة») هي عبارة عن حلقات من البرامج الـتلفزيونية القائم بذاتها ليس لها علاقة بالحلقات المسجلة والمجدولة لتبث عادةً في فترة زمنية معينة. تم إنتاج الحلقات أو العروض التلفيزيونية الخاصة التي توفر مجموعة كاملة من القيمة الترفيهية والمعلوماتية المتاحة عبر التلفاز سواء كانت (أخبار، دراما، كوميديا، متنوعة، ثقافة)، بأشكال مختلفة (بث تلفزيوني مباشر، وثائقي، وإنتاج استوديو، ورسوم متحركة، وأفلام)، وفي أي مدد مشاهدة سواء كانت (أفلام قصيرة، أفلام روائية، مسلسلات قصيرة ، أفلام تليفزيونية).

## أمثلة
تشمل أنواع العروضالخاصة الموصوفة على أنها عروض تلفزيونية خاصة:
- عروض كوميدية لمرة واحدة
- مقتطفات من الأوبرا ومسرحيات برودواي والمسرحيات الموسيقية الأخرى
- ملفات تعريف المشاهير أو المقابلات أو العروض الخاصة
- البرامج أو المسيرات الموسمية: عروض تلفزيونية خاصة لعيد الميلاد، موكب عيد الشكر، ليلة رأس السنة
- الأفلام المسرحية والأفلام "المعدة للتلفزيون"
- الرسوم المتحركة (شورت)
- الأحداث الرياضية غير المنتظمة: الألعاب الأولمبية، سوبر بول، عروض المصارعة
- مسابقة ملكات الجمال: ميس أمريكا
- عروض الجوائز: جوائز الاوسكار
- حملات جمع التبرعات (الاتصالات عبر الهاتف، حملات التعهدات)
- الأخبار العاجلة أو تغطية الأحداث الجارية مثل تغطية الإنتخابات

## تاريخ
في البداية ظهور التلفاز في أواخر القرن التاسع عشر وبداية القرن العشرين أدي ذلك إلي جعل إنتاج البرامج التلفزيونية في مكلفة للغاية، مع ضمانات قليلة من نجاح المنتج العام، والبرامج الجارية (الأسبوعية) وعادة ما يتطلب تواجد راعي كبير لتوفير المال للعمل علي إنتاج البرامج. وعلى هذا النحو، كان أصبحت الكثير من البرامج عبارة عن عروض لمرة واحدة، تستوعب رعاة أصغر ولا تتطلب جمهورًا مخلصًا لمتابعة هذه المنتجات. مع نضوج الصناعة، انعكس هذا الاتجاه؛ بحلول الخمسينيات من القرن الماضي، كانت معظم الشبكات تهدف إلى توفير محتوى ثابت وروتيني وثابت لجمهورها. سعى المسؤولون التنفيذيون في التلفزيون، مثل رئيس شبكة سي بي إس جيمس أوبري، إلى تجنب أي اضطراب في عادات المشاهدة قد يتسبب في انتقال المشاهدين إلى شبكة أخرى. على الرغم من ذلك، أصبح إنتاج المسلسلات الأسبوعية باهظة الثمن بالنسبة لأي راعٍ منفرد، لذا فإن العروض المستقلة توفر طريقة لمواصلة استيعاب ممارسة الراعي الفردي، مما أدى إلى ظهور برامج مثل أماهل وزوار الليل (الذي تم إنتاجه عام 1951، وكانت شركة هول مارك كارد هي الممول لهذا لبرنامج التي تعد جزء من شركة هال مارك للإنتاج التلفيزيوني المنزلي) وعرض الذكري الخمسين لتأسيس شركة فورد (1953، وكان بمثابة عرض متنوع لمدة ساعتين متزامن تم بثه على كل من CBS و NBC).
في عام 1954، ابتكر رئيس NBC سيلفستر ويفر أسلوبًا مبتكرًا في البرمجة التلفيزيونية أطلق عليه اسم «البرامج التلفيزيونية المذهلة». وتم تصميم عمليات البث المستقلة لهذه النوعية من البرامج، التي يبلغ طولها بثها عادةً ساعة ونصف، لجذب جماهير كبيرة وجديدة وإضفاء الهيبة على الشبكة حيث طمح لتصبح شبكته الشبكة الأولي المتربعة علي عرش المشاهدات بالنسبة للجماهير الأمريكية. حيث تم بث العروض التلفيزيونية المذهلة في ثلاث ليالٍ كل أربع أسابيع - وهذه كانت بمثابة مقامرة كبيرة لأنها حطمت بشكل مثير للجدل روتين المشاهدين وخاطرت بصفقات رعاية أسبوعية مستقرة.
لمعالجة هذا الأمر، استخدم سلفيستر ويفر أسلوبه في «المجلة» الذي تضمن بيع أجزاء من كل عرض إلى راع مختلف، وهي ممارسة من شأنها أن تتطور لتصبح «تجارية» حديثة. كانت البرامج الثلاثة الأولى المذهلة هي قاعة مشاهير هال مارك (وتم بثه في أيام الأحد، من إنتاج ألبرت ماكليري)، عرض المُنتج (الذي تم بثه في أيام الاثنين، من إنتاج فريد كو)، عرض ماكس ليبمان المذهل (الذي تم بثه أيام السبت، من إنتاج ماكس ليبمان). بمرور الوقت، كان يُنظر إلى مصطلح «العرض التلفيزيوني المذهل» على أنه مصطلح مبالغ فيه، وبالتالي أدى إلى أستخدام المصطلح الأكثر حداثة وتواضعًا، «خاص». لم تكن إستراتيجية ويفر ناجحة مثل برامج شبكة سي بي إس المجدولة والمسبقة، وتم فصله في عام 1956. 
في حقبة قبل ظهور التلفاز الكبلي وأجهزة الفيديو المنزلية، كان على مشاهدي التلفزيون في كثير من الأحيان الانتظار لمدة عام كامل أو أكثر لمشاهدة برنامج أو فيلم خاص كان له تأثير كبير على المشاهدة الأولى. اليوم، يتيح البث عبر الإنترنت في كثير من الأحيان للمشاهدين مشاهدة برنامج تلفزيوني مرة أخرى على الفور تقريبًا بعد بثه، كما أن الفيديو المنزلي - الذي أفسح المجال إلى حد كبير للتنزيل الرقمي - يجعل من الممكن لعامة الناس امتلاك نسخ من التلفزيون العروض والأفلام.